# Бибице
Биби́це (пол. Bibice) — село в Польше в сельской гмине Зелёнки Краковского повета Малопольского воеводства.

## География
Село располагается в 8 км от административного центра воеводства города Краков. Через село проходит дорога 7, являющаяся частью европейской автомагистрали Е77.

## История
Первые сведения о селе относятся к 1050 году. В XI веке жители села отдавали десятину Вавельскому собору. В XII веке село принадлежало рыцарскому роду Лабендз. Представитель этого рода Якса Влостович в последней четверти XII века подарил своей дочери, ставшей монахиней в ордене норбертанок, населённые пункты Звежинец, Забежув и Бибице. После этого село в течение последующих 750 лет принадлежало монастырю норбертанок в Звежинце. 3 апреля 1288 года князь Лешек Чёрный придал селу статус города на основе магдебургского права. В начале XVII в селе была основана школа, которая имела филиальный статус Краковского университета.
В 1795 году после раздела Польши село вошло в состав Австрийской империи. С 1815 года по 1846 год Бибице входили в состав Вольного города Краков. С 1846 года по 1918 год село принадлежало Австро-Венгрии. В октябре 1914 года австрийские власти изгнали жителей из села в связи с тем, что на территории села началось строительство Краковской крепости. В 1918 году жители возвратились в Бибице.
Во время Второй мировой войны в 1941 году многие жители села были отправлены на принудительные работы в Германию. В окрестностях села действовали подпольные отряды Армии Крайовой и Крестьянские батальоны. Осенью 1944 года в селе скрывалось около 60 участников Варшавского восстания. С 16 по 20 января 1945 года Бибице находились на поле сражения между войсками германской и Красной армиями. 20 января село было освобождено от немецких захватчиков. Во время сражения с немецкими войсками пострадало 1/3 домов и погибло 26 жителей.
В 1950 году село было электрифицировано. В 1953 году была построена новая школа. В 1966 году Бибице отмечали своё 800-летие. В 1974 году был основан автобусный маршрут № 274, связывающий Бибице с краковским районом Сальватор. В 1975—1998 годах село входило в состав Краковского воеводства. В 1984 году началось строительство церкви Пресвятой Девы Марии Неустанной Помощи. В 1999 году в селе открылась гимназия.

## Население
По состоянию на 2013 год в селе проживало 2671 человек.
| 2010 | 2013 |
| ---- | ---- |
| 2081 | 2671 |

Данные переписи 2013 года:
| Перепись  | Всего   | Всего | Женщины | Женщины | Мужчины | Мужчины |
| --------- | ------- | ----- | ------- | ------- | ------- | ------- |
| Единицы   | человек | %     | человек | %       | человек | %       |
| Население | 2671    | 100   | 1369    |         | 1302    |         |

## Достопримечательности
- Церковь Пресвятой Девы Марии Неустанной Помощи.